# Imeneu de Jerusalém
Imeneu de Jerusalém (m. 276 ou 298 d.C.) foi um bispo de Élia Capitolina. As datas exatas de seu episcopado - assim como a de seus sucessores e antecessores diretos - é incerta. Ele aparece já por volta de 260 d.C. como sucessor do bispo Mazabanis.
A sua importância está no seu envolvimento na derrubada de Paulo de Samósata, bispo de Antioquia, que foi documentada na chamada "Carta de Imeneu", escrita por diversos bispos da Palestina e da Arábia, e que endereça os problemas nas posições defendidas por Paulo (vide Concílio de Antioquia). Porém, é possível que esta carta seja uma falsificação posterior [carece de fontes?].
Quanto tempo Imeneu serviu antes de ser substituído por Zamudas é incerto. Além do ano de 298, o ano de 276 d.C. também aparece como data da morte de Imeneu.